# Laloides productus
Laloides productus är en tvåvingeart som först beskrevs av Walker 1856.  Laloides productus ingår i släktet Laloides och familjen rovflugor. Inga underarter finns listade i Catalogue of Life.